# Vigneulles
Vigneulles település Franciaországban, Meurthe-et-Moselle megyében. Lakosainak száma 234 fő (2022. január 1.). Vigneulles Barbonville, Damelevières, Rosières-aux-Salines és Saffais községekkel határos.

## Népesség
A település népessége az elmúlt években az alábbi módon változott:
| Lakosok száma | 154  | 203  | 228  | 251  | 243  | 250  | 242  | 235  | 235  | 234  |
|               | 1968 | 1982 | 1990 | 2006 | 2013 | 2015 | 2017 | 2019 | 2020 | 2022 |